# Тимелія-темнодзьоб рудолоба
Тиме́лія-темнодзьо́б рудолоба (Cyanoderma rufifrons) — вид горобцеподібних птахів родини тимелієвих (Timaliidae). Мешкає в Південно-Східній Азії. Раніше вважався конспецифічним з Cyanoderma ambiguum.

## Підвиди
Виділяють п'ять підвидів:
- C. r. pallescens Ticehurst, 1932 — західна М'янма;
- C. r. rufifrons (Hume, 1873) — південно-східна М'янма і західний Таїланд;
- C. r. obscurum Baker, ECS, 1917 — південна М'янма і південно-західний Таїланд;
- C. r. poliogaster (Hume, 1880) — південь Малайського півострову, Суматра, північний і центральний Калімантан;
- C. r. sarawacense Chasen, 1939 — північно-західний Калімантан.

## Поширення і екологія
Рудолобі тимелії-темнодзьоби живуть в густому чагарниковому і бамбуковому підліску вологих тропічних лісів і в чагарникових заростях. На Малайському півострові вони зустрічаються на висоті до 1065 м над рівнем моря, на Суматрі на висоті до 915 м над рівнем моря і на Калімантані на висоті до 1500 м над рівнем моря.

## Поведінка
Рудолобі тимелії-темнодзьоби зустрічаються зграйками до 6 птахів, іноді приєднуються до змішаних зграй птахів. Живляться комахами і ягодами. Гніздо кулеподібне, зроблене з бамбука і трави. В кладці від 3 до 5 яєць.